# Abadía de Aiguebelle
La Abadía de Aiguebelle (en francés: Abbaye Notre-Dame d'Aiguebelle) es un monasterio trapense situado en las comunas de Montjoyer y Réauville en el departamento de Drôme, en las fronteras del Delfinado y de Provenza, Francia.

## Historia

### Benedictinos
El primer monasterio fue benedictino, fundado en 1045 por Hugues Adhemar, barón de Grignan, y visitado por el papa Pascual II en 1107, pero poco después cayó en desuso.

### Cistercienses
La abadía fue refundada como monasterio cisterciense por Gontard Loup, señor de Rochefort-en-Valdaine, en 1137, y se establecieron en la Abadía de Morimond, de la cual era una casa hija.  El fundador lo dotó con las tierras cercanas, y durante los siglos  XII y XIII otros benefactores se agregaron a sus tierras, asegurando así su prosperidad.
Ya en 1167 estaba lo suficientemente establecida para fundar una casa propia hija, la abadía de Fénier, seguida por la abadía de Le Bouchet en 1169.
Hacia el final del siglo XIII la abadía estaba muy bien establecida y era influyente, pero perdió gradualmente su posición durante el siglo XIV. Al igual que muchos otros monasterios, sufrió los efectos de la Peste negra y la Guerra de los Cien Años, y también de las cambiantes visiones de espiritualidad que llevaron a una disminución en el número de vocaciones, especialmente entre los hermanos legos que trabajaba en las haciendas, lo que a su vez llevó a que las propiedades fueran arrendadas. En 1515 su gobierno pasó a manos de un abad comanditario, lo que produjo aún más decadencia. En la época de la Revolución Francesa, en 1791, cuando la abadía se disolvió, la comunidad dispersa consistía en solo tres monjes. Los bienes de la abadía se vendieron, pero los edificios estaban demasiado lejos de las conexiones de transporte como para valer el esfuerzo de demoler los materiales y, por lo tanto, se dejaron en pie.

### Trapenses
En 1815 la comunidad fue revivida por los trapenses (Orden Cisterciense de la Estricta Observancia), bajo Pierre-François de Paul Malmy (Père Étienne). La nueva fundación floreció, y en 1850 tenía 233 monjes.
La próspera comunidad trapense pudo fundar varios otros monasterios. En 1843, se estableció una comunidad trapense en Staoueli en Argelia, la Abadía de Nuestra Señora del Atlas, que a su vez dio origen a dos comunidades, Notre-Dame de Tibhirine, en Tibhirine en Argelia, y Notre-Dame de l'Atlas au Maroc, en Midelt en Marruecos. Aiguebelle también fundó una comunidad en Koutaba en Camerún.
En Francia Aiguebelle emprendió la fundación de Notre-Dame-des-Neiges, en Ardèche, en 1850, seguido de la Abadía de Sainte-Marie-du-Désert en Bellegarde-Sainte-Marie (Haute-Garonne); Abadía de Acey en Vitreux ( Jura); la Abadía de Notre-Dame des Dombes en Le Plantay (Ain); y Bonnecombe Abbey en Comps-la-Grand-Ville (Aveyron).
Aiguebelle también supervisa a las monjas de Notre-Dame de Bon-Secours en Blauvac en el Vaucluse.

## Edificios
A pesar de algunas demoliciones y una gran cantidad de trabajos de restauración, la abadía ha conservado la mayoría de sus edificios medievales: la iglesia, el claustro, la sacristía, la sala capitular, el refectorio, la cocina y los aposentos de los hermanos legos. Es uno de los dos únicos edificios de monasterios cistercienses en Francia, el otro es la antigua Abadía de Fontfroide, que aún tiene el pasaje original de los hermanos legos, por el que se les permitió moverse alrededor de la abadía entre sus habitaciones, sus lugares de trabajo y su parte de la iglesia sin molestar a los monjes.
La iglesia de la abadía fue creada como una basílica menor en 1937.

## Asesinato en 1891
En 1891 ocurrió un crimen notorio en la abadía. El 28 de octubre, el padre Ildefonse, el procurador, fue encontrado asesinado y se le robaron objetos de valor que tenía en custodia. El perpetrador fue otro monje, el hermano Eugène, cuyo nombre secular era Matthias Hadelt. Nacido en Saarlouis, Hadelt asesinó al padre Ildefonse al ser descubierto en el acto del robo. Hadelt había cometido muchos robos similares en otros monasterios. Fue condenado a muerte el 4 de mayo de 1892, y murió por guillotina en Valence el 5 de julio.